# Alexei Popyrin
Alexei Popyrin (Sydney, 5 agosto 1999) è un tennista australiano di origini russe.
In singolare ha vinto tre titoli del circuito maggiore, tra cui il Masters 1000 del Canada nel 2024, e nell’agosto del 2025 ha raggiunto il 19º posto della classifica ATP. Nel 2019 ha fatto il suo esordio nella squadra australiana di Coppa Davis, con cui ha raggiunto la finale nell'edizione 2023. Tra gli juniores è stato nº 2 del ranking mondiale e ha vinto il singolare all'Open di Francia 2017.

## Carriera

### Juniores
Fa il suo esordio nell'ITF Junior Circuit nel 2014 e nel maggio dell'anno successivo vince il primo titolo in doppio. Il primo titolo in singolare arriva in giugno in un torneo di Grade 2 e in settembre partecipa alla Coppa Davis Junior, nella quale l'Australia si piazza al 5º posto. Nel 2016 si aggiudica solo un Grade 1 in singolare e nel gennaio 2017 raggiunge la semifinale in doppio all'Australian Open. Ottiene i suoi migliori risultati nella primavera del 2017 vincendo gli ultimi tre tornei disputati da juniores; dopo il Grade 1 vinto in Marocco, si impone nel prestigioso trofeo Bonfiglio di Grade A superando in finale Marko Miladinovic e il 10 giugno trionfa al Roland Garros sconfiggendo in finale Nicola Kuhn, successo che lo proietta al 2º posto della classifica mondiale juniores.

### 2016-2018, primi titoli nei circuiti minori, esordio nel circuito maggiore e top 150 del ranking
Debutta tra i professionisti nel gennaio 2016 nell'ATP Challenger Tour con una sconfitta al primo turno del torneo di Canberra. In luglio vince il primo incontro da professionista al torneo ITF Italy F22. Deve attendere il luglio 2017 per conquistare il primo titolo, che arriva con la vittoria su Laurynas Grigelis nella finale dell'ITF Poland F4. Nel gennaio 2018, alla sua seconda esperienza in un torneo dell'ATP Tour, sconfigge il nº 67 ATP Federico Delbonis (primo top 100 battuto in carriera) al primo turno delle qualificazioni di Sydney, vince anche l'incontro successivo e al debutto nel tabellone principale viene eliminato da John Millman. Esce di scena al primo turno anche nel successivo Australian Open, dove era entrato con una wild-card. In febbraio vince a Cherbourg il suo primo incontro in un Challenger e si spinge fino ai quarti di finale; inizia a giocare con continuità in questa categoria e in luglio arriva in semifinale ad Astana. Il mese seguente vince il suo primo titolo Challenger sconfiggendo in 3 set James Ward nella finale di Jinan. Verso fine stagione torna a competere nel circuito maggiore e supera le qualificazioni a Basilea battendo due top 100, vince quindi il primo incontro in un tabellone principale ATP eliminando il nº 39 del ranking Matthew Ebden prima di inchinarsi al nº 5 Alexander Zverev. A fine anno è 147º nella classifica mondiale.

### 2019, esordio in Coppa Davis e top 100
Nel 2019 si concentra quasi esclusivamente sui tornei del circuito maggiore; eliminato all'esordio nei primi due tornei stagionali, supera il secondo turno dell'Australian Open approfittando del ritiro del nº 8 del mondo Dominic Thiem, che lascia il campo sul punteggio di 7–5, 6–4, 2–0 in favore di Popyrin; al turno successivo rimonta 2 set e si arrende al quinto a Lucas Pouille, che raggiungerà la semifinale. Nello Slam di Melbourne ottiene il suo primo risultato importante in doppio raggiungendo il terzo turno. In febbraio fa il suo debutto nella squadra australiana di Coppa Davis in occasione delle qualificazioni al Gruppo Mondiale contro la Bosnia ed Erzegovina; viene schierato a punteggio acquisito dagli australiani e conquista il punto del 4–0 finale sconfiggendo Nerman Fatić. Al suo esordio in un Masters 1000, supera le qualificazioni ed elimina Jaume Munar al primo turno di Indian Wells, al secondo raccoglie solo 2 giochi contro John Isner. Supera il primo turno al Roland Garros sconfiggendo Ugo Humbert ed esce al secondo per mano di Laslo Đere. Due settimane dopo entra nella top 100, in 99ª posizione.
In luglio si qualifica al tabellone principale di Wimbledon, al primo turno del main draw sconfigge il nº 50 ATP Pablo Carreño Busta e cede quindi in quattro set al nº 13 Daniil Medvedev. Inizia la trasferta americana ad Atlanta e per la prima volta raggiunge i quarti di finale in un torneo ATP; viene eliminato da Cameron Norrie dopo aver sconfitto Denis Kudla e Pierre-Hugues Herbert e a fine torneo sale in 87ª posizione del ranking. Non ottiene altri risultati di rilievo prima degli US Open, dove invece arriva al terzo turno e strappa un set a Matteo Berrettini, che raggiungerà la semifinale. Negli ultimi tornei stagionali supera il primo turno solo a Stoccolma.

### 2020-2021, primo titolo ATP e nº 59 del ranking
Agli Australian Open 2020 viene eliminato al terzo turno dal nº 4 del mondo Daniil Medvedev ed è l'unico risultato rilevante della prima parte della stagione, che si chiude in marzo con l'inizio della lunga pausa del tennis mondiale dovuta alla pandemia di COVID-19. Stenta a ritrovare la forma nella seconda parte della stagione, durante la quale non supera mai il primo turno nei tornei ATP e raggiunge solo una semifinale Challenger in ottobre a Parma. Nonostante a fine anno vanti appena 2 vittorie negli incontri del circuito maggiore, chiude al 113º posto mondiale grazie al congelamento del ranking da parte dell'ATP, misura presa per aiutare i tennisti nel difficile periodo dovuto alla pandemia.
Fa il suo debutto stagionale nel 2021 all'ATP 250 di Melbourne 2 e al terzo turno viene eliminato da Grigor Dimitrov. Al primo turno dell'Australian Open ha la meglio in 5 set sul nº 15 ATP David Goffin e, sempre in 5 set, viene sconfitto al secondo da Lloyd Harris. Il 28 febbraio vince a Singapore il suo primo titolo ATP battendo 4–6, 6–0, 6–2 in finale Aleksandr Bublik, risultato che lo porta all'82º posto del ranking. Raggiunge il terzo turno al Miami Masters, nel quale costringe al terzo set il nº 2 del mondo Medvedev dopo aver eliminato Feliciano López e Reilly Opelka che lo precedono nel ranking. Sconfitto al secondo turno a Monte Carlo e a Belgrado, al Masters 1000 di Madrid elimina Jan-Lennard Struff e Jannik Sinner prima di cedere al nº 2 del mondo Rafael Nadal. Alla fine del torneo sale al 61º posto mondiale, suo nuovo best ranking. Subisce quindi una serie quasi ininterrotta di sconfitte in singolare, tra cui quelle al primo turno al Roland Garros e a Wimbledon, mentre in doppio raggiunge la semifinale a fine luglio ad Atlanta. Accede al terzo turno degli US Open dopo che al turno precedente Dimitrov si era ritirato quando Popyrin conduceva per 7–6, 7–6, 4–0, e viene eliminato al quinto set da Daniel Evans. Esce dall'Indian Wells Open al secondo turno per mano di Hubert Hurkacz. Viene eliminato al terzo turno anche al Paris Masters, da James Duckworth, dopo aver sconfitto Alex de Minaur e approfittato del ritiro di Stefanos Tsitsipas al secondo turno, risultati che gli valgono il nuovo best ranking al 59º posto mondiale.

### 2022: una semifinale ATP in doppio, un titolo Challenger
Inizia il 2022 all'ATP 250 di Melbourne, vince al primo turno contro Travaglia e viene eliminato da Griekspoor in tre set. A Sydney esce all'esordio mentre nel torneo di doppio, in coppia con Matt Reid, perde in semifinale contro le teste di serie nº 3 Polášek / Peers. Subisce altre quattro sconfitte al primo turno, tra cui quella agli Australian Open. Torna a vincere a Dubai con il successo sul nº 19 del ranking Nikoloz Basilašvili e viene sconfitto al secondo turno da Ričardas Berankis. Nei successivi sei tornei supera il primo turno solo a Miami e ad aprile esce dalla top 100. L'unico titolo della stagione arriva in maggio al Challenger 125 di Bordeaux con la vittoria in finale su Quentin Halys. Continua a deludere nei tornei del circuito maggiore ma a giugno rientra nella top 100 con i risultati conseguiti nei Challenger. Torna a giocare nei tornei ATP senza ottenere risultati positivi e a novembre scende al 131º posto

### 2023, secondo titolo ATP, finale di Coppa Davis e top 40
All'esordio stagionale sconfigge il nº 6 del mondo Félix Auger-Aliassime al primo turno dell'Adelaide 1 ed esce di scena nei quarti di finale. Desta sorpresa anche agli Australian Open con il successo sul nº 9 ATP Taylor Fritz e viene eliminato al terzo turno da Ben Shelton. Rientra nella top 100 a marzo con discreti risultati a Indian Wells e al Challenger di Phoenix. Esce al secondo turno nei 4 tornei successivi, tra i quali i Masters di Miami e Monte Carlo. A maggio raggiunge il suo primo quarto turno in un Masters 1000 agli Internazionali d'Italia, dove sconfigge nuovamente il top 10 Auger-Aliassime e perde in tre set contro Holger Rune. Non va oltre il primo turno al Roland Garros e a Wimbledon.
A fine luglio conquista a Umago il secondo titolo ATP in carriera con la vittoria in finale su Stan Wawrinka per 6–7, 6–3, 6–4; la settimana successiva porta il best ranking al 56º posto. Il buon momento di forma continua raggiungendo per la prima volta i quarti di finale in un Masters 1000 a Cincinnati, viene sconfitto da Hubert Hurkacz e sale alla 40ª posizione mondiale. Delude agli US Open, eliminato al turno di esordio. Raggiunge i quarti anche all'ATP 500 di Tokyo e perde a sorpresa contro Shintaro Mochizuki dopo aver eliminato Karen Chačanov. Alla fase finale di Coppa Davis sconfigge in semifinale Otto Virtanen contribuendo all'accesso dell'Australia in finale, nella quale perde contro Matteo Arnaldi e l'italia si aggiudica il trofeo.

### 2024, primo titolo Masters 1000, quarto turno agli US Open e 23º nel ranking
Dopo i primi incerti risultati del 2024 torna in evidenza a febbraio raggiungendo la semifinale all'ATP 250 di Doha grazie al successo su Aleksandr Bublik e cede in due set a Karen Chačanov. Raggiunge il terzo turno ai Masters di Indian Wells e di Miami, nel quale elimina Jiří Lehečka ed esce per mano di Fábián Marozsán. Al secondo turno del Monte Carlo Masters sconfigge con un doppio 6–4 il campione uscente e nº 6 del mondo Andrej Rublëv prima di essere eliminato al turno successivo. Subisce quindi altre quattro sconfitte consecutive, tra cui quella al Roland Garros. Raggiunge per la prima volta il terzo turno a Wimbledon con il successo su Etcheverry e cede a Djokovic dopo aver vinto il primo set. Fa il suo debutto olimpico ai Giochi di Parigi e viene sconfitto al terzo turno da Zverev dopo le vittorie su Jarry e Wawrinka, mentre esce al primo turno in doppio.
A Montréal supera i quotati Macháč e Ben Shelton e raggiunge la prima semifinale in un Masters 1000 con le vittorie in rimonta sui top 10 Dimitrov e Hurkacz. Accede quindi alla finale battendo Sebastian Korda e conquista il trofeo più prestigioso da inizio carriera sconfiggendo il nº 8 del mondo Andrej Rublëv con il punteggio di 6–2, 6–4. Guadagna 39 posizioni nel ranking e sale alla 23ª. Desta sensazione anche agli US Open raggiungendo per la prima volta il quarto turno in uno Slam con il successo in quattro set su Đoković, nella sua prima vittoria contro un top 2. Esce dal torneo per mano di Frances Tiafoe. Nella fase a gironi delle Finals di Coppa Davis vince due dei tre incontri disputati (uno per il ritiro dell'avversario) e l'Australia accede ai quarti. Al terzo turno dello Shanghai Masters viene eliminato da Grigor Dimitrov. Esce al terzo turno al Paris Masters per mano di Karen Khachanov dopo le vittorie su Matteo Berrettini e sul nº 5 del mondo Daniil Medvedev. Non viene schierato nelle ultime sfide stagionali di Coppa Davis, nelle quali gli australiani escono di scena in semifinale.

### 2025, quarto turno al Roland Garros e 19º nel ranking in singolare, primo titolo ATP in doppio
Inizia la stagione con quattro sconfitte consecutive al primo turno; a marzo vince il primo torneo di doppio da inizio carriera all'ATP 500 dei Dubai Tennis Championships, gioca con Yuki Bhambri e hanno la meglio in finale sui numeri 3 e 4 del mondo Henry Patten / Harri Heliövaara per 3-6, 7-6, [10-8]. Il primo risultato di rilievo in singolare sono i quarti di finale raggiunti al Monte Carlo Masters con i successi sui top 20 Ugo Humbert e Frances Tiafoe e sul nº 7 del mondo Casper Ruud, prima di essere eliminato da Alejandro Davidovich Fokina. Torna a mettersi in luce raggiungendo per la prima volta il quarto turno al Roland Garros e porta il miglior ranking alla 21ª posizione mondiale. Vince solo uno dei quattro incontri disputati ai tornei sull'erba, uscendo al turno di esordio a Wimbledon.
Conferma i buoni risultati dell'anno prima a Montréal al Canadian Open di Toronto con le vittorie su Daniil Medvedev e sul top 10 Holger Rune, venendo poi eliminato ai quarti di finale, dal nº3 del mondo Alexander Zverev. Migliora ulteriormente il suo best ranking ed entra per la prima volta in carriera in top 20, assestandosi alla 19ª posizione mondiale.

## Statistiche

### Singolare

#### Vittorie (3)
| Legenda              |
| Grande Slam (0)      |
| ATP Finals (0)       |
| ATP Masters 1000 (1) |
| ATP Tour 500 (0)     |
| ATP Tour 250 (2)     |

| Nº | Data             | Torneo                           | Superficie  | Avversario in finale | Punteggio        |
| 1. | 28 febbraio 2021 | Singapore Tennis Open, Singapore | Cemento (i) | Aleksandr Bublik     | 4–6, 6–0, 6–2    |
| 2. | 30 luglio 2023   | Croatia Open Umag, Umago         | Terra rossa | Stan Wawrinka        | 6(5)–7, 6–3, 6–4 |
| 3. | 12 agosto 2024   | Canadian Open, Montréal          | Cemento     | Andrej Rublëv        | 6–2, 6–4         |

### Doppio

#### Vittorie (1)
| Legenda              |
| Grande Slam (0)      |
| ATP Finals (0)       |
| ATP Masters 1000 (0) |
| ATP Tour 500 (1)     |
| ATP Tour 250 (0)     |

| N. | Data          | Torneo                            | Superficie | Compagno     | Avversari in finale           | Punteggio            |
| 1. | 1º marzo 2025 | Dubai Tennis Championships, Dubai | Cemento    | Yuki Bhambri | Harri Heliövaara Henry Patten | 3–6, 7–6(12), [10–8] |

### Tornei minori

#### Singolare

##### Vittorie (3)
| Legenda tornei minori |
| Futures (1)           |
| Challenger (2)        |

| Nº | Data           | Torneo                                      | Superficie  | Avversario in finale | Punteggio           |
| 1. | 9 luglio 2017  | Poland F4, Mrągowo                          | Terra rossa | Laurynas Grigelis    | 6–3, 3–6, 6–3       |
| 2. | 12 agosto 2018 | Jinan International Open, Jinan             | Cemento     | James Ward           | 3–6, 6–1, 7–5       |
| 3. | 15 maggio 2022 | Tournoi International de Bordeaux, Bordeaux | Terra rossa | Quentin Halys        | 2–6, 7–6(5), 7–6(4) |

##### Finali perse (1)
| Legenda tornei minori |
| Futures (1)           |
| Challenger (0)        |

| Nº | Data              | Torneo                 | Superficie | Avversario in finale | Punteggio        |
| 1. | 13 settembre 2019 | Indonesia F7, Giacarta | Cemento    | Renta Tokuda         | 7–6(4), 2–6, 5–7 |

## Vittorie contro giocatori top 10
| Stagione | 2017 | 2018 | 2019 | 2020 | 2021 | 2022 | 2023 | 2024 | 2025 | Totale |
| -------- | ---- | ---- | ---- | ---- | ---- | ---- | ---- | ---- | ---- | ------ |
| Vittorie | 0    | 0    | 1    | 0    | 1    | 0    | 3    | 6    | 2    | 13     |

| #    | Giocatore                 | Rank | Torneo                          | Superficie  | Turno | Punteggio                       |
| 2019 | 2019                      | 2019 | 2019                            | 2019        | 2019  | 2019                            |
| ---- | ------------------------- | ---- | ------------------------------- | ----------- | ----- | ------------------------------- |
| 1.   | Dominic Thiem             | 8    | Australian Open, Melbourne      | Cemento     | 2T    | 7–5, 6–4, 2–0 rit.              |
| 2021 |                           |      |                                 |             |       |                                 |
| 2.   | Stefanos Tsitsipas        | 3    | Paris Masters, Parigi           | Cemento (i) | 2T    | 4–2 rit.                        |
| 2023 |                           |      |                                 |             |       |                                 |
| 3.   | Félix Auger-Aliassime     | 6    | Adelaide, Adelaide              | Cemento     | 1T    | 6–4, 7–6(5)                     |
| 4.   | Taylor Fritz              | 9    | Australian Open, Melbourne      | Cemento     | 2T    | 6(4)–7, 7–6(2) 6–4, 6(6)–7, 6–2 |
| 5.   | Félix Auger-Aliassime (2) | 10   | Internazionali d'Italia, Roma   | Terra rossa | 2T    | 6–4, 4–6, 7–5                   |
| 2024 |                           |      |                                 |             |       |                                 |
| 6.   | Andrej Rublëv             | 6    | Monte Carlo Masters, Roccabruna | Terra rossa | 2T    | 6–4, 6–4                        |
| 7.   | Grigor Dimitrov           | 10   | Canadian Open, Montréal         | Cemento     | 3T    | 4–6, 7–6(5), 6–3                |
| 8.   | Hubert Hurkacz            | 6    | Canadian Open, Montréal         | Cemento     | QF    | 3–6, 7–6(5), 7–5                |
| 9.   | Andrej Rublëv (2)         | 8    | Canadian Open, Montréal         | Cemento     | F     | 6–2, 6–4                        |
| 10.  | Novak Đoković             | 2    | US Open, New York               | Cemento     | 3T    | 6–4, 6–4, 2–6, 6–4              |
| 11.  | Daniil Medvedev           | 5    | Paris Masters, Parigi           | Cemento (i) | 2T    | 6–4, 2–6, 7–6(4)                |
| 2025 |                           |      |                                 |             |       |                                 |
| 12.  | Casper Ruud               | 7    | Monte Carlo Masters, Roccabruna | Terra rossa | 3T    | 6–4, 3–6, 7–5                   |
| 13.  | Holger Rune               | 9    | Canadian Open, Toronto          | Cemento     | 4T    | 4–6, 6–2, 6–3                   |